# Begraafplaats van Ovillers
De Begraafplaats van Ovillers is een gemeentelijke begraafplaats nabij Ovillers, een gehucht in de Franse gemeente Solesmes. De begraafplaats ligt een 200-tal meter ten noordwesten van het centrum van Ovillers, langs de weg naar Solesmes.

## Britse oorlogsgraven
Op de begraafplaats bevinden zich enkele Britse oorlogsgraven uit de Eerste Wereldoorlog. De Britse graven liggen in 2 perken langs de zuidoostelijke rand van de begraafplaats, gescheiden door een aantal graven van burgers. Er liggen 65 oorlogsgraven, waarvan er 4 niet geïdentificeerd zijn. Ze sneuvelden allen in oktober en november 1918. De graven worden onderhouden door de Commonwealth War Graves Commission. In de CWGC-registers is de begraafplaats opgenomen als Ovillers New Communal Cemetery.